# Guerre d'indépendance de la Guinée-Bissau
La guerre d'indépendance de la Guinée-Bissau est une guerre qui a eu lieu en Guinée portugaise entre 1963 et 1974. Combat entre le Portugal et le Parti africain pour l'indépendance de la Guinée et du Cap-Vert (PAIGC), un mouvement armé d'indépendance soutenu par Cuba et l'Union soviétique, la guerre est communément appelée « le Viêt Nam portugais » à cause du grand nombre d'hommes et de matériels dans un long et coûteux conflit de guérilla et à cause des troubles politiques internes générés au Portugal. La guerre prit fin quand le Portugal, après le révolution des Œillets en 1974, accorda l'indépendance à la Guinée-Bissau, puis au Cap-Vert un an plus tard.